# Lovin' you (渡辺美里のアルバム)
『Lovin' you』（ラヴィン・ユー）は、1986年7月2日にリリースされた渡辺美里の2枚目のオリジナル・アルバム。発売元はEPIC・ソニー。

## 背景
当時としては珍しく、LPレコードでトリプルジャケットが採用された全20曲収録の2枚組アルバム。『月刊明星』のインタビュー記事で「アルバム制作時に良い楽曲がたくさん集まったので全部収録して2枚組で発売しようという話が出たから」と語っている。また、10代の邦楽アーティストが2枚組のCDアルバムをリリースしたのは史上初である。
1枚目の『HERE』は赤を基調としたデザイン、2枚目の『THERE』は緑を基調としたデザインでそれぞれ10曲ずつ収録されている。
2016年11月30日に、同アルバム発売から30年を迎え、前年にリリースされた『eyes -30th Anniversary Edition-』に続き、最新技術のリマスタリングを施した『Lovin' you -30th Anniversary Edition-』と題して発売された。

## 音楽性
『HERE』の5曲目に収録されている「素敵になりたい」は、先行シングル「Teenage Walk」のカップリング曲で、表記はないがシングルとは別アレンジとなっており、シングルではフェイドアウトだったが、アルバムではカットアウトになっている。
『HERE』の6曲目に収録されている「19才の秘かな欲望」は、岡村靖幸が1988年にリリースしたアルバム『DATE』にてセルフカバーしている。
『THERE』の2曲目に収録されている「みつめていたい〜Restin' in Your Room〜」は、先行シングル「My Revolution」カップリング曲で、シングルにはなかったイントロが追加されている。
『THERE』の5曲目に収録されている「Steppin' Now」は、渡辺が初めて作曲を手掛けた楽曲。

## ディスクジャケット
メインジャケットのデザインは帽子をかぶった渡辺の横顔の写真となっており、その帽子にはアルファベットがランダムに装飾されているが、「M」「B」「S」のみ目立つようなカラーで配置されている。これは当時、MBSラジオで番組『ヤングタウン』を担当していたことから、その番組スタッフへの感謝の気持ちを表したものだといわれている。

## 収録曲

### HERE
| 全編曲: 大村雅朗（except M-2：大村雅朗・小室哲哉）。 |                                    |           |           |       |
| #                                                    | タイトル                           | 作詞      | 作曲      | 時間  |
| 1.                                                   | 「Long Night」                     | 渡辺美里  | 岡村靖幸  | 6:19  |
| 2.                                                   | 「天使にかまれる」                 | 渡辺美里  | 小室哲哉  | 3:42  |
| 3.                                                   | 「My Revolution」                  | 川村真澄  | 小室哲哉  | 4:25  |
| 4.                                                   | 「そばにいるよ」                   | 神沢礼江  | 小室哲哉  | 4:09  |
| 5.                                                   | 「素敵になりたい」                 | 神沢礼江  | 岡村靖幸  | 4:36  |
| 6.                                                   | 「19才の秘かな欲望」               | 戸沢暢美  | 岡村靖幸  | 5:14  |
| 7.                                                   | 「This Moment」                    | 川村真澄  | 小室哲哉  | 4:59  |
| 8.                                                   | 「君はクロール」                   | 渡辺美里  | 大村雅朗  | 4:08  |
| 9.                                                   | 「Resistance」                     | 神沢礼江  | 岡村靖幸  | 4:33  |
| 10.                                                  | 「My Revolution（Hello Version）」 | 川村真澄  | 小室哲哉  | 2:35  |
| 合計時間:                                            | 合計時間:                          | 合計時間: | 合計時間: | 44:40 |

### THERE
| 全編曲: 大村雅朗（except M-9：大村雅朗・小室哲哉）。 |                                            |           |           |       |
| #                                                    | タイトル                                   | 作詞      | 作曲      | 時間  |
| 1.                                                   | 「悲しき願い〜Here＆There〜」              | 渡辺美里  | 岡村靖幸  | 4:56  |
| 2.                                                   | 「みつめていたい〜Restin' in Your Room〜」 | 渡辺美里  | 岡村靖幸  | 4:15  |
| 3.                                                   | 「言いだせないまま」                       | 神沢礼江  | 木根尚登  | 4:35  |
| 4.                                                   | 「雨よ降らないで」                         | 渡辺美里  | 小室哲哉  | 4:20  |
| 5.                                                   | 「Steppin' Now」                           | 渡辺美里  | 渡辺美里  | 3:23  |
| 6.                                                   | 「男の子のように」                         | 渡辺美里  | 西本明    | 4:09  |
| 7.                                                   | 「A Happy Ending」                         | 川村真澄  | 岡村靖幸  | 4:28  |
| 8.                                                   | 「Teenage Walk」                           | 神沢礼江  | 小室哲哉  | 4:49  |
| 9.                                                   | 「嵐ヶ丘」                                 | 渡辺美里  | 小室哲哉  | 4:59  |
| 10.                                                  | 「Lovin' you」                             | 渡辺美里  | 岡村靖幸  | 4:11  |
| 合計時間:                                            | 合計時間:                                  | 合計時間: | 合計時間: | 44:05 |

## 30th Anniversary Edition
2016年11月30日、エピックレコードジャパンより発売された。
本作には、1986年リリース直後に西武球場で初めて開催された単独スタジアムライブの模様が30年の時を経て映像化されたDVDに加え、同年に撮影された100ページに及ぶ未公開画像含むフォトブックレット、貴重なライナーノーツ等を収載した初回限定盤と、通常盤の2形態で発売。
初回限定盤のみ予約特典として、『生カセット「想い出の美里テープ」』と題した、音源等も入っていない所謂ブランク系のカセットテープがプレゼントされた。本リリースに先駆け、11月1日より同作品の30周年記念特設サイトが公開。ハイレゾ音源配信サイトではCDよりも高音質なロスレス音源の配信が行われている。

### 形態
〈初回生産限定盤〉【CD+DVD】ESCL-4762/4764　9,074円＋税　
完全生産限定スペシャルパッケージ（豪華BOX+7インチサイズ紙ジャケット仕様）
- New York Sterling Soundのテッド・ジェンセンによるリマスタリング音源
- 高品質 Blu-spec CD2 （2枚組）
  - LIVE DVD「KICK OFF at SEIBU STADIUM 1986.8.8」（※は初映像化）
    1. 18才のライブ
    2. Teenage Walk
    3. eyes
    4. Lovin' you ※
    5. 嵐ヶ丘
    6. Resistance
    7. My Revolution ※
    8. みつめていたい (Restin' In Your Room)
    9. 男の子のように
    10. Long Night
    11. 悲しき願い (Here & There)
    12. GROWIN' UP
- 未公開の写真多数掲載のスペシャルフォトブック（100ページ）
- ライナーノーツ（約5,000字）掲載

〈通常盤〉【CD】ESCL-4765/4766　3,889円＋税
- 初回プレス分のみ豪華紙ジャケット仕様
- New York Sterling Soundのテッド・ジェンセンによるリマスタリング音源
- 高品質 Blu-spec CD2 （2枚組）
- ライナーノーツ（約5,000字）掲載

## クレジット

### 参加ミュージシャン

#### HERE
| Long Night - Drums : 山木秀夫 - E.Bass : 高水健司 - A.Piano & Keyboards : 西本明 - E.Guitar : 今剛 - Synthesizer Operator : 松武秀樹 - Timpany : 金山功 - Chorus : Eve＆The others 天使にかまれる - Synthesizers Programming : 西本明・小室哲哉 - Synthesizer Operator : 松武秀樹・迫田到 - A.Piano : 西本明 - Drums : 山木秀夫 - E.Bass : 高水健司 - E.Guitar : 清水信之・今剛 My Revolution - Synthesizer Operator : 迫田到 - Drums : 島村英二 - E.Bass : 高水健司 - Keyboards : 西本明 - E.Guitar : 松原正樹 - Chorus : 楠木勇有行・木戸泰弘 そばにいるよ - Synthesizer Operator : 浦田恵司 - Keyboards : 西本明 - Chorus : MISATO・山田秀俊 素敵になりたい - Synthesizer Operator : 森達彦・迫田到・浦田恵司 - Drums : 山木秀夫 - E.Bass : 高水健司 - E.Guitar : 松原正樹 - Keyboards : 西本明 - Saxophone : Jake H. Concepcion - Trumpet : 数原晋・林健一郎 - Trombone : 西山健治 - Chorus : MISATO・岡村靖幸 | 19才の秘かな欲望 - Synthesizer Operator : 浦田恵司 - Keyboards : 西本明 - Drums : 山木秀夫 - E.Bass : 浅田孟 - E.Guitar : 佐橋佳幸・松原正樹 - Chorus : MISATO・Frank Simms・Peter Hewlett This Moment - Synthesizer Operator : 松武秀樹・浦田恵司 - Keyboards : 西本明 - Drums : 山木秀夫 - E.Bass : 浅田孟 - E.Guitar : 佐橋佳幸・Randy Fredericks・松原正樹 - Chorus : 楠木勇有行 君はクロール - Synthesizer Operator : 松武秀樹・浦田恵司 - Keyboards : 富樫春生・高水健司 - E.Guitar : 清水信之 - Bali Drum : 山木秀夫 - Latin Percussion : Pecker Resistance - Synthesizer Operator : 浦田恵司 - Keyboards : 西本明 - Drums : 山木秀夫 - E.Bass : 高水健司 - E.Guitar : 佐橋佳幸・松原正樹 - A.Guitar : 松原正樹 - Chorus : MISATO・Frank Simms・Peter Hewlett My Revolution（Hello Version） - Chorus : 楠木勇有行・山田秀俊 |

#### THERE
| 悲しき願い〜Here & There〜 - Synthesizer Operator : 浦田恵司 - Keyboards : 西本明 - Drums : 山木秀夫 - E.Bass : 高水健司 - E.Guitar : 佐橋佳幸・松原正樹 - Chorus : MISATO・Eve みつめていたい〜Restin' In Your Room〜 - Synthesizer Operator : 森達彦・迫田到・浦田恵司 - Keyboards : 西本明 - Drums : 山木秀夫 - E.Bass : 高水健司 - E.Guitar : 松原正樹 - Chorus : 楠木勇有行 言いだせないまま - Synthesizer Operator : 浦田恵司・松武秀樹 - Keyboards : 西本明・大村雅朗 - Drums : 山木秀夫 - E.Bass : 高水健司 - E.Guitar : 今剛 - Chorus : 木戸泰弘 雨よ降らないで - Synthesizer Operator : 迫田到 - Keyboards : 西本明 - Drums : 山木秀夫 - E.Bass : 高水健司 - E.Guitar : 今剛・Randy Fredericks - Chorus : TM NETWORK Steppin' Now - Synthesizer Operator : 松武秀樹 - Keyboards : 大村雅朗 - A.Guitar : 佐橋佳幸 - Footsteps & Chorus : MISATO | 男の子のように - A.Piano & Keyboards : 西本明 - Synthesizer Operator : 浦田恵司 A Happy Ending - Synthesizer Operator : 松武秀樹・浦田恵司 - Keyboards : 西本明・富樫春生 - Drums : 山木秀夫 - E.Bass : 浅田孟 - E.Guitar : 松原正樹 - Saxophone Solo : Jake H. Conception - Chorus : MISATO・Eve・浜田良美 Teenage Walk - Synthesizer Operator : 浦田恵司 - Drums : 山木秀夫 - E.Bass : 高水健司 - A.Piano & Keyboards : 西本明 - E.Guitar : 佐橋佳幸・松原正樹 - Chorus : MISATO・楠木勇有行 嵐ヶ丘 - Synthesizer Operator : 松武秀樹・迫田到 - Keyboards : 西本明・小室哲哉 - Drums : 山木秀夫 - E.Bass : 高水健司 - E.Guitar : 佐橋佳幸・松原正樹 - Saxophone & Horns Arrangement : 中村哲 - Trumpet : 兼崎“Don-pei”順一 - Trombone : 早川隆章 - Chorus : MISATO・TM NETWORK Lovin' you - A.Piano & Hammond Organ : 西本明 - Drums : 青山純 - E.Bass : 浅田孟 - E.Guitar : 佐橋佳幸・今剛 - Chorus : Eve・浜田良美 |

### スタッフ
- All Vocals : 渡辺美里
- Produced, Arranged : 大村雅朗
- Co-Produced : 小坂洋二
- Directed : 山口三平, 早川隆, 大本和典
- Recorded, Mixed : 伊東俊郎
- Recorded : 大森政人, 渡辺茂実, 吉田睦, 森岡徹也, Seven Stanley & Eric Calvi
- Assisted : 室克己, 中村辰也, 天童淳, いけだてつや, 伊藤康宏, 横井俊一, 鈴木浩二, P.Dennis Mitchell
- Art Direction, Design : 植田敬治
- Photography : 大川直人
- Artist Promoter : 西岡明芳, はぎわらあきら, かずのみつひこ, 小谷和巳

#### 30th Anniversary Edition
- Mastered : Ted Jensen
- Directed : 鈴木陽介
- A&R : 井上真哉
- Promotion : 村木良人, 池田梨恵, 伊東亜希子, 香川聖子, 滝沢晴名, 三浦薫子
- Executive Produced : 青木聡, 岡田宣
- Art Direction, Design : 石川絢士
- Photography : 大川直人, 山内順仁

## リリース履歴
| No. | 日付           | レーベル          | 規格                           | 規格品番                              | 最高順位 | 備考 |
| --- | -------------- | ----------------- | ------------------------------ | ------------------------------------- | -------- | --- |
| 1   | 1986年7月2日   | EPIC・ソニー      | LP CT CD                       | 42・3H-240/1 42・6H-185/6 50・8H-75/6 | 1位      | |
| 2   | 1991年7月1日   | Epic/Sony Records | CD                             | ESCB-1161/2                           |          | |
| 3   | 1992年12月12日 | Epic/Sony Records | MD                             | ESYB-7027/8                           |          | |
| 4   | 2010年8月25日  | Epic Records      | Blu-spec CD                    | ESCL-20041/2                          |          | CD-BOX『Misato Watanabe 25th Anniversary Album Box-Wonderful Moments 25th-』 （完全生産限定盤）収録。紙ジャケット、リマスタリング仕様 |
| 5   | 2014年9月24日  | Epic Records      | Blu-spec CD2、DVD Blu-spec CD2 | ESCL-4762/4 ESCL-4765/6               |          | 30th Anniversary Edition、上段は完全生産限定盤、下段は通常盤                                                                          |